# Santiago Gómez Cora

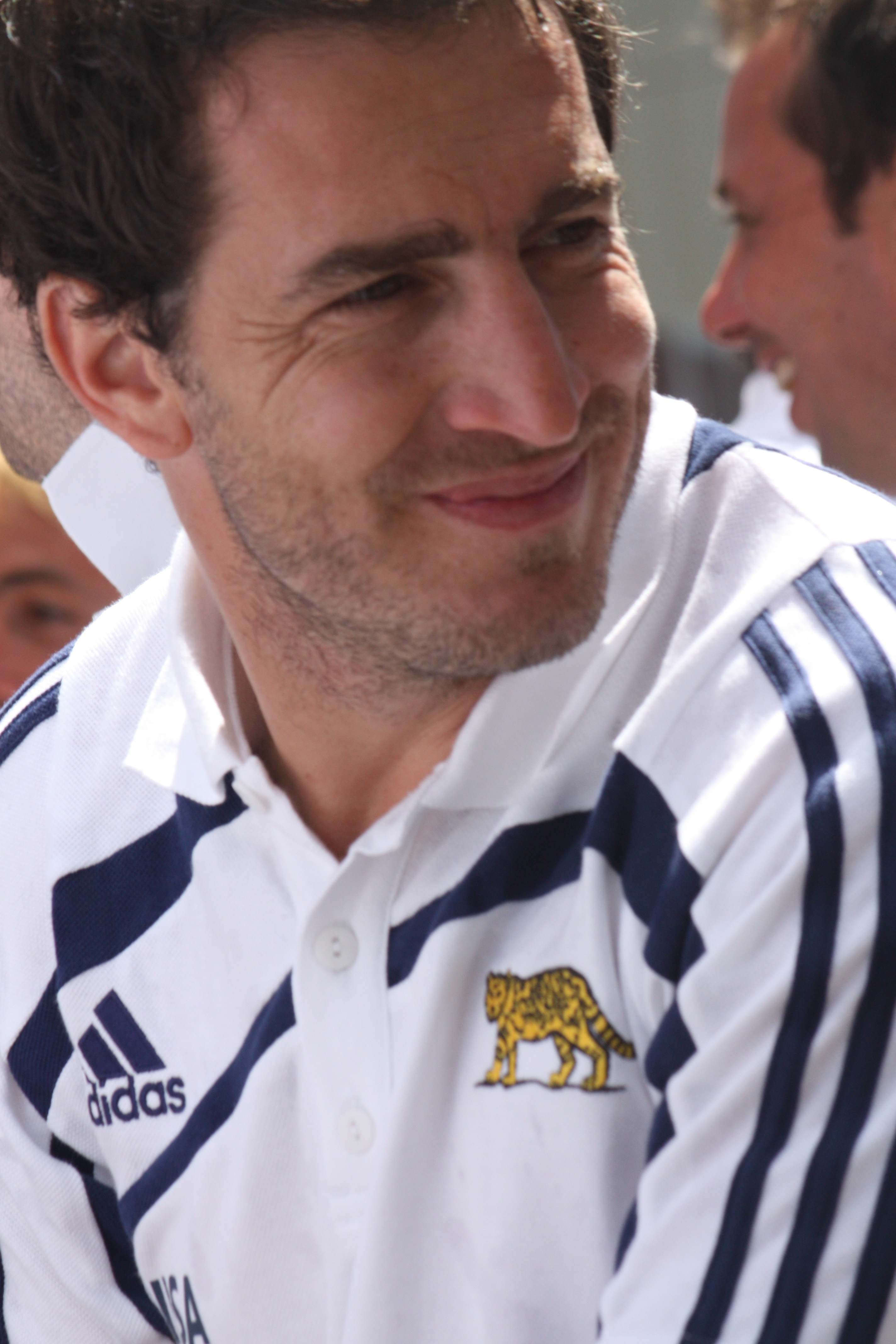

Santiago Gómez Cora (nacido el 25 de julio de 1978) es un exjugador argentino de rugby 7 y actual entrenador de la Selección masculina argentina de rugby 7.
Tuvo el récord de todos los tiempos para el número de tries en la Serie Mundial de Sevens circuito con 230 tries hasta que en mayo del 2016 el keniata Collins Injera pasa dicha marca. Gómez Cora fue zaguero de los Pumas 7 desde su debut en el 2000. Participó en los mundiales de Hong Kong 2005 y Dubái 2009. En marzo de 2008 se confirmó que se trasladaría a Welsh Club Ospreys.
Al dejar de jugar pasa a dirigir al seleccionado de la Unión de Rugby de Buenos Aires (URBA) de sevens y desde 2013 es el entrenador de la Selección de rugby 7 de su país.
Bajo su dirección técnica, el 28 de julio la Selección de rugby 7 de Argentina ganó la medalla de bronce en los Juegos Olímpicos de Tokio 2020 tras vencer a Gran Bretaña 17-12. Además, bajo su dirección, la Selección masculina también obtuvo la medalla de oro en los Juegos Panamericanos de 2019.